# Недогарківська сільська рада
Недогарківська сільська рада — колишній орган місцевого самоврядування у Кременчуцькому районі Полтавської області з центром у селі Недогарки.

## Населені пункти
1. с. Недогарки
2. с. Панівка
3. с. Пащенівка
4. с. Рокитне-Донівка

## Влада
Загальний склад ради - 16
Сільські голови
- Пащенко Віра Костянтинівна

31.10.2010 - зараз
23.10.2006 - 31.10.2010